# Marcus Lantz
Marcus Lantz (ur. 23 października 1975 w Bromölli) – szwedzki piłkarz występujący na pozycji pomocnika oraz trener.

## Kariera klubowa
Lantz rozpoczął seniorską karierę w 1993 roku w czwartoligowym klubie Ifö Bromölla IF. W 1994 roku przeszedł do Helsingborgs IF z Allsvenskan. W lidze tej zadebiutował 8 maja 1994 w wygranym 3:1 meczu z Degerfors IF. W latach 1995 oraz 1998 wywalczył z klubem wicemistrzostwo Szwecji. W 1998 roku zdobył z nim także Puchar Szwecji.
W lipcu 1999 podpisał kontrakt z włoskim Torino FC, jednak nie rozegrał w jego barwach żadnego spotkania w Serie A. W listopadzie 1999 odszedł do niemieckiej Hansy Rostock. W Bundeslidze zadebiutował 3 grudnia 1999 w zremisowanym 2:2 pojedynku z MSV Duisburg, a 4 marca 2000 w przegranym 3:4 spotkaniu z TSV 1860 Monachium Lantz strzelił swojego pierwszego gola w tych rozgrywkach. W sezonie 2004/2005 zajął z klubem 17. miejsce w lidze i spadł z nim do 2. Bundesligi. Wówczas odszedł z Hansy.
Latem 2005 został graczem duńskiego Brøndby IF. W Superligaen pierwszy mecz rozegrał 20 lipca 2005 przeciwko FC Midtjylland (3:0). W sezonie 2005/2006 wywalczył z klubem wicemistrzostwo Danii. W Brøndby Lantz grał przez dwa lata.
W 2007 roku powrócił do Helsingborgs IF. W tym samym roku zagrał z nim w Superpucharze Szwecji, w którym Helsingborgs został pokonany 1:0 przez IF Elfsborg. W 2010 roku wywalczył z zespołem wicemistrzostwo Szwecji oraz Puchar Szwecji. W latach 2011–2012 grał w drugoligowej Landskronie, po czym zakończył karierę.

## Kariera reprezentacyjna
W reprezentacji Szwecji Lantz zadebiutował 24 stycznia 1998 w przegranym 0:1 towarzyskim meczu ze Stanami Zjednoczonymi. W latach 1998–2010 w drużynie narodowej rozegrał sześć spotkań.